# SolidWorks
SOLIDWORKS – program komputerowy typu CAD tworzony i rozpowszechniany przez SolidWorks Corporation, która jest częścią przedsiębiorstwa Dassault Systèmes.
Jest to program oparty na jądrze PARASOLID, który generuje geometrię przestrzenną projektowanego detalu. Na podstawie modelu 3d części możliwe jest wykonanie modeli złożeniowych, rysunków technicznych, symulacji ruchu i obciążenia, animacji i wielu innych. SOLIDWORKS został zaprojektowany do pracy z zespołami sięgającymi kilkunastu tysięcy elementów. Najczęściej wykorzystywany jest do prostych projektów typu wyposażenie stanowisk pracy, urządzenia pomocnicze dla produkcji i inne. Możliwe jest również zaawansowane projektowanie w oparciu o modelowanie powierzchniowe co w nowszych wersjach programu zostało znacznie udoskonalone. Wiele przedsiębiorstw wykorzystuje SOLIDWORKS do zaawansowanego projektowania narzędzi typu formy wtryskowe, tłoczniki, wykrojniki. Bardzo dobrze integruje się z programami typu CAM.
SOLIDWORKS został zaprezentowany po raz pierwszy w 1995 roku jako konkurencja dla takich programów CAD jak: Pro/ENGINEER, Unigraphics, I-DEAS, CATIA oraz AutoCAD Mechanical. W 2007 był jednym z głównych programów projektowych typu CAD na rynku, a jego głównym konkurentem był Autodesk Inventor i Solid Edge.
Program charakteryzuje się intuicyjnym interfejsem, stosunkowo dużymi możliwościami projektowymi, bogatymi bibliotekami gotowych elementów i dość atrakcyjną ceną. Jego wadą są wymagania sprzętowe – na tym samym komputerze i z tym samym modelem (otwartym na przykład z pliku typu stp) pracuje wyraźnie wolniej w porównaniu do programów typu CATIA, czy NX.

## Historia
SOLIDWORKS został stworzony w 1993 roku przez Jona Hirschticka w miejscowości Concord w stanie Massachusetts w Stanach Zjednoczonych. Na rynek program został wprowadzony w 1995 r. pod nazwą SOLIDWORKS 95. W 1997 producent programu CATIA, francuskie przedsiębiorstwo Dassault Systèmes przejęło SOLIDWORKS Corporation.
SOLIDWORKS używa specyficznych formatów plików dla części (.SLDPRT), złożeń (.SLDASM) oraz rysunków (.SLDDRW).

## Wersje oprogramowania
- SOLIDWORKS 95
- SOLIDWORKS 98 Plus
- SOLIDWORKS 2000
- SOLIDWORKS 2001
- SOLIDWORKS 2001 Plus
- SOLIDWORKS 2003
- SOLIDWORKS 2004
- SOLIDWORKS 2005
- SOLIDWORKS 2006
- SOLIDWORKS 2007
- SOLIDWORKS 2008
- SOLIDWORKS 2009
- SOLIDWORKS 2010
- SOLIDWORKS 2011
- SOLIDWORKS 2012
- SOLIDWORKS 2013
- SOLIDWORKS 2014
- SOLIDWORKS 2015
- SOLIDWORKS 2016
- SOLIDWORKS 2017
- SOLIDWORKS 2018
- SOLIDWORKS 2019
- SOLIDWORKS 2020
- SOLIDWORKS 2021
- SOLIDWORKS 2022
- SOLIDWORKS 2023

## Pakiety oprogramowania
Według stanu na 2007 SOLIDWORKS jest dostępny w 3 wersjach komercyjnych oraz 4 wersjach edukacyjnych. Dodatkowo do programu SOLIDWORKS dostępne są moduły obliczeniowe Simulation, Flow Simulation, Plastics, Sustainability.

### Pakiety komercyjne – program[2]
- SOLIDWORKS Standard
- SOLIDWORKS Professional
- SOLIDWORKS Premium

#### SOLIDWORKS Standard
SOLIDWORKS w wersji podstawowej posiada m.in. narzędzia do modelowania 3D, tworzenia złożeń, konstrukcji blachowych, konstrukcji spawanych, tworzenia form wtryskowych, zaawansowanego modelowania powierzchniowego oraz tworzenia pełnej dokumentacji rysunkowej, bezpośrednie otwieranie plików Creo, Solid Edge, NX, Autodesk Inventor (3D Interconnect)
Poza ww. możliwościami w wersji podstawowej znajdują się jeszcze moduły:
- SimulationExpress: uproszczona analiza MES dla pojedynczego komponentu
- FlowSimulationExpress: uproszczona analiza CFD dla pojedynczego elementu

#### SOLIDWORKS Professional
Ta wersja posiada wszystkie narzędzia z wersji podstawowej oraz dodatkowo:
- Animator (Tworzy filmy w formacie AVI ruchomych części)
- Design Checker (Przeprowadza weryfikację takich elementów projektu, jak normy wymiarowania, czcionki, materiały oraz szkice, celem zapewnienia, że dokument spełnia uprzednio określone kryteria dla projektu)
- eDrawings Professional (Narzędzie służące do stworzenia dokumentacji o małej pojemności i w różnym formacie pozwalającym na jego przeglądanie bez programu CAD)
- FeatureWorks (Umożliwia udostępnianie modeli 3D pomiędzy SolidWorks a innymi systemami CAD)
- SOLIDWORKS PDM Standard
- PhotoWorks (Umożliwia tworzenie fotorealistycznych obrazów)
- Harmonogram Zadań (Umożliwia tworzenie harmonogramów zadań drukowania wsadowego, generowania rysunków, uruchamiania analiz i makr niestandardowych oraz importowanie, eksportowanie i aktualizowanie plików i właściwości niestandardowych)
- Toolbox (Umożliwia dostęp do biblioteki składników standardowych oraz konfigurowanie części według parametrów)
- Utilities (Oprogramowanie wspomagające produktywność projektowania wspomaganego komputerowo (CAD) do porównywania projektów)
- 3D Instant Website (Umożliwia publikowanie interaktywnych obrazów 3D w wersji HTML na stronie utrzymywanej przez SOLIDWORKS lub lokalnie, w firmowym intranecie)
- PhotoView 360 (Renderingi w kilka minut)
- CircuitWorks (Import/eksport obwodów drukowanych PCB)
- TolAnalyst (Analiza stosów tolerancji)

#### SOLIDWORKS Premium
Ta wersja oprogramowania zawiera wszystkie narzędzia wersji podstawowej, Professional oraz dodatkowo:
- SOLIDWORKS Simulation Standard (Program do zaawansowanej analizy MES)
- SOLIDWORKS Motion (Symuluje kinematykę modeli CAD)
- Routing (To narzędzie automatyzujące projektowanie instalacji rurowych grubościennych i cienkościennych oraz okablowań)
- ScanTo3D (Narzędzie wspomagające obsługę skanerów 3D, oraz edycje i prace na plikach siatki lub chmury punktów)
- Bezpośrednie otwieranie plików CATIA V5 (3D Interconnect)

### Pakiety komercyjne – Simulation[3]
- SOLIDWORKS Simulation Standard
- SOLIDWORKSs Simulation Professional
- SOLIDWORKS Simulation Premium
- SOLIDWORKS Flow Simulation

SOLIDWORKS Simulation Standard
Pakiet obliczeniowy w formie modułu (wymaga zainstalowanego programu SOLIDWORKS) umożliwiający m.in.:
- analizę statyczną naprężeń i przemieszczeń z kontaktem
- analizę zmęczenia/ trwałości

#### SOLIDWORKS Simulation Professional
Pakiet obliczeniowy w formie modułu (wymaga zainstalowanego programu SOLIDWORKS) umożliwiający m.in.:
- pełna funkcjonalność pakietu SOLIDWORKS Simulation Standard oraz dodatkowo:
- analizę statyczną
- analizę złożenia/kontakty
- analizę elementów typu shell/belka/bryła
- analizę częstotliwości
- analizę termiczną
- analizę zmęczeniową
- testy upadku
- optymalizacje

#### SOLIDWORKS Simulation Premium
Pakiet obliczeniowy w formie modułu (wymaga zainstalowanego programu SOLIDWORKS) umożliwiający m.in.:
- pełna funkcjonalność pakietu Simulation Professional oraz dodatkowo:
- analiza nieliniowa
- kompozyty
- dynamiczna analiza drgań

#### SOLIDWORKS Flow Simulation[4]
Moduł Flow Simulation umożliwia analizę zależności dynamicznych części i złożeń w odniesieniu do przepływu cieczy i gazów, transmisji ciepła oraz sił wywieranych na bryłę wynikających z oddziaływania przepływającego medium. W module Flow Simulation dostępna jest m.in.:
- analiza przepływów zewnętrznych i wewnętrznych
- analiza dwu i trójwymiarowych problemów
- analiza gotowych modeli wentylatorów, radiatorów, ogniw Peltiera
- analiza stanu stabilnego przepływu oraz stanu przejścia
- analiza nieściśliwego przepływu cieczy oraz ściśliwego przepływu gazów z różnymi prędkościami
- analiza cieczy nie Newtonowskich
- analiza przepływu wirującego, wentylatorów oraz zjawiska kawitacji
- analiza przepływu płynów ściśliwych, w których gęstość płynu jest zależna od ciśnienia
- analiza przepływów laminarnych, turbulentnych, mieszanych
- analiza mieszania się płynów o różnych właściwościach fizycznych i chemicznych
- analiza przepływu z wymianą ciepła pomiędzy płynem a ciałem stałym

### Pakiety edukacyjne SOLIDWORKS
Oprócz wersji komercyjnych dostępne są również wersje edukacyjne.
- SOLIDWORKS Education Edition
- SOLIDWORKS Student Edition
- SOLIDWORKS Student Access (Design Kit lub Engineering Kit)
  - SOLIDWORKS Student Design Kit (SDK). Jest to bezpłatna wersja przeznaczona dla studentów i uczniów, do instalacji na prywatnych komputerach. Funkcjonalnie odpowiada komercyjnemu pakietowi SOLIDWORKS Standard.
  - SOLIDWORKS Student Engineering Kit (SEK). Darmowa wersja oprogramowana dla studentów i uczniów, do instalacji na prywatnych komputerach. Funkcjonalnie odpowiada komercyjnym rozwiązaniom: SOLIDWORKS Premium, SOLIDWORKS Simulation Premium, SOLIDWORKS Flow Simulation, SOLIDWORKS Sustainability, SOLIDWORKS Electrical Professional.
- SOLIDWORKS Student Trial
- SOLIDWORKS dla Startupów
- SOLIDWORKS Research

#### SOLIDWORKS Education Edition
Wersja przeznaczona dla szkół i uczelni, do instalacji w pracowniach (oferowana jako licencja sieciowa dla minimum 60 stanowisk). W jej skład wchodzą pakiety:
- SOLIDWORKS Premium (CAD 3D)
- SOLIDWORKS Simulation Premium (narzędzie FEA)
- SOLIDWORKS Flow Simulation (narzędzie CFD)
- SOLIDWORKS Flow Simulation HVAC
- SOLIDWORKS Flow Simulation Electronic Cooling
- SOLIDWORKS Motion (analiza kinematyczna)
- SOLIDWORKS Plastics Premium (analiza procesu wtrysku)[6]
- SOLIDWORKS Electrical Professional (schematy elektryczne)[7]
- SOLIDWORKS MBD (dodatek odpowiadający na trend w bezrysunkowym procesie projektowym)[8]
- SOLIDWORKS Sustainability (analiza wpływu projektu na środowisko naturalne)
- SOLIDWORKS Composer (narzędzie do tworzenia ilustracji, instrukcji montażu) – dostępne dla Klientów z aktywną subskrypcją
- SOLIDWORKS Visualize Professional – dostępne dla Klientów z aktywną subskrypcją[9]
- MySOLIDWORKS Standard – dostępne dla Klientów z aktywną subskrypcją[10]
- DraftSight Professional – dostępne dla Klientów z aktywną subskrypcją
- Kompletny program nauczania zawierający przewodnik dla nauczycieli i studentów
- Dostęp online do edukacyjnej społeczności, dodatkowo do biblioteki, artykułów i przykładów
- Biblioteka modeli 3D

#### SOLIDWORKS Student Edition
Płatna wersja przeznaczona dla uczniów i studentów, do instalacji na prywatnym komputerze. Analogiczna do wersji SOLIDWORKS Education Edition bez dodatkowo płatnych pakietów.

#### SOLIDWORKS Student Access (Design Kit lub Engineering Kit)
Bezpłatna wersja SOLIDWORKS Student Edition przeznaczona dla studentów uczelni, których uczelnie/szkoły posiadają odpowiednią ilość licencji sieciowych SOLIDWORKS z ważną subskrypcją. Przeznaczona do instalacji na komputerach prywatnych studentów. Funkcjonalnie taka sama jak SOLIDWORKS Student Edition.

#### SOLIDWORKS Student Trial
Darmowa 60-dniowa wersja przeznaczona do instalacji na prywatnych komputerach uczniów, studentów i wykładowców. Rozpowszechniana najczęściej przy premierach nowych wersji. Odpowiada funkcjonalnością wersji SOLIDWORKS Student Access.
SOLIDWORKS dla Startupów
Licencja oprogramowania dla startupów technologicznych w ramach programu sponsorskiego. Aby otrzymać licencję, należy złożyć aplikację u jednego z dostawców SOLIDWORKS w Polsce
SOLIDWORKS Research
Licencja SOLIDWORKS Research udostępnia badaczom najnowsze technologie SOLIDWORKS przeznaczone do projektowania i przeprowadzania badań inżynieryjnych. Oprogramowanie oraz uzyskane za jego pomocą efekty można bez ograniczeń wykorzystywać w publikacjach, projektach finansowanych przez przemysł, przekazywaniu własności intelektualnej oraz składaniu wniosków o ochronę patentową.